# Bob Destiny
Bob Destiny (né Ralph Philip Brown le 2 décembre 1933 à Orange dans le New Jersey et mort le 31 mars 2016 à Nantes) est un auteur, compositeur, chanteur et musicien américain.

## Enfance
À l’âge de 6 ans, il est engagé comme danseur de claquettes dans un groupe « The Five Chocolate Drops » rendu célèbre grâce à sa participation dans un film avec Shirley Temple.
Alors qu’il est encore enfant, il se découvre une véritable passion pour la musique et le piano. C’est en autodidacte qu’il se forme à cet instrument grâce à sa mère qui lui déniche un vieux piano. Puis il travaille à New-York dans des pianos bars, se forme au théâtre et à la danse. La discrimination étant encore très présente aux USA, il ne pourra intégrer le conservatoire de Boston qu’à l’âge de 19 ans. C’est dans cette ville qu’il aura la chance de rencontrer Billie Holiday et de l’accompagner au piano dans quelques concerts.

## Carrière musicale
Entre 1951 et 1969, il joue, chante, danse et participe à des compositions musicales de différents spectacles à Broadway ainsi que dans plusieurs films à Hollywood. En 1956, il enregistre son premier disque comme chanteur « The Voice of Destiny » également à Hollywood.
En 1961, Bob Destiny crée son premier spectacle « Harlem USA » avec lequel il se produit à New-York et fait une tournée en Europe (Espagne, Italie, Portugal, France, notamment à Nice et à l’ABC à Paris).
En 1963, il passe un temps en Italie. Il est danseur dans le film « Cléopâtre » de Mankiewicz. Il participe au Festival de San Remo avec une chanson, « Parla mi di te » dont il fait un disque. Il est également tête d’affiche dans une revue, « Night and Days Follies » une production belge de Josie et Paul Delmé.
En 1969, il part en Algérie pour enseigner la musique au Théâtre National Algérien. Il est aussi engagé comme chanteur vedette. En 1970, il enregistre un single, « Wang Dang » et participe à la création du premier festival panafricain avec Mahboud Bati et Frank Pource.
En 1972, il part au Maroc ; il crée un trio de jazz à Casablanca et se produit avec Hahmed Maraki, grand trompettiste et accordéoniste marocain. Il est aussi chorégraphe, chanteur et chef d’’orchestre dans un troupe mixte qu’il crée à Casablanca , « The Dar America Dance Troup ». Puis, il crée un orchestre, « The Fingers », encore avec Ahmed Maraki, et se produit dans tout le pays, puis l'orchestre "Soul Africa " composé de Bob Destiny au Piano Animation et chant, Ahmed Maraki aux Tumbas Trompette et accordéon, Karim à la guitare Basse, Mustapha Haidi à la Guitare, Ayad au Saxophone Ténor, Mourad au Saxophone Alto et Mustafa à la Batterie . " Soul Africa " se produit notamment au Mirador de Tanger puis au V.V.T. ( Village Vacances Tourisme ) à M'diq à côté de Ceuta.
En 1980, il part en Espagne où il séjournera 20 ans en tant que musicien et chanteur. Barcelone, Madrid, Séville, Grenade, Saragosse, il voyage aux quatre coins de l'Espagne et est reconnu comme un grand musicien. Une page dans l'Encyclopédie Aragonaise lui est même dédiée en tant qu'acteur important de la Movida, le renouveau culturel qui a suivi la mort de Franco. Il s'installe plus longuement à Saragosse où il crée un orchestre, « Harlem Blues Brass Band » et dirige pendant quelques années le théâtre l’Oasis. Puis il crée l'école de musique « Jazz en la Margen » (dont est notamment issu Andres Clavera, directeur de l'école de musique moderne de Londres), ainsi qu'un festival de jazz devenu international .
En 1999, il est engagé comme directeur du Festival International de musique à Samassi, au sud de la Sardaigne (avec l’association Dedalo). C’est là qu’il rencontre une Française avec laquelle il se marie en 2001. Il s’installe en France. Il crée un big band, « Shango Blues Band », puis une chorale de gospel, « The Happy Gospel Singers ».
Il se consacra à la composition, au gospel et à la création de spectacles musicaux et musique de films.

## Discographie
- 1956 : The Voice of Destiny (chanteur)
- 1963 : Parla mi di te (chanteur)
- 1970 : Wang Dang (chanteur)
- 2011 : The Happy Gospel Singers (compositeur & arrangeur)
- 2012 : Bob au Piano à paraitre (compositeur & arrangeur)